# Moja ostatnia księżna (wiersz)
Moja ostatnia księżna (ang. My Last Duchess) – wiersz Roberta Browninga z 1842 roku. Utwór ten nie tylko jest jednym z najważniejszych utworów poety, ale także przykładem gatunku monolog dramatyczny, który bardzo się rozwinął w literaturze angielskiej w połowie XIX wieku.

## Charakterystyka ogólna
Moja ostatnia księżna liczy pięćdziesiąt sześć wersów, zalicza się więc do najkrótszych monologów dramatycznych Browninga. Inne utwory tego typu liczą u poety kilkaset wersów, a poszczególne opowieści z Pierścienia i księgi nawet po dwa tysiące linijek.

## Forma
Utwór jest o tyle nietypowy dla gatunku, że został napisany wierszem jambicznym pięciostopowym parzyście rymowanym, podczas gdy przeważająca większość wiktoriańskich monologów dramatycznych (poemat Pierścień i księga Browninga czy Święty Szymon Słupnik Alfreda Tennysona) jest ułożona blank verse'm, czyli pięciostopowym jambem nierymowanym.
That’s my last Duchess painted on the wall,
Looking as if she were alive. I call
That piece a wonder, now; Fra Pandolf’s hands
Worked busily a day, and there she stands.
Will’t please you sit and look at her? I said
“Fra Pandolf” by design, for never read
Strangers like you that pictured countenance,
The depth and passion of its earnest glance,
But to myself they turned (since none puts by
The curtain I have drawn for you, but I)
And seemed as they would ask me, if they durst,
How such a glance came there; so, not the first
Are you to turn and ask thus.
Tok wiersza jest dynamiczny z uwagi na zastosowanie wyrazistych przerzutni, dobrze widocznych w poniższym cytacie:
Sir, ’twas not
Her husband’s presence only, called that spot
Of joy into the Duchess’ cheek; perhaps
Fra Pandolf chanced to say, “Her mantle laps
Over my lady’s wrist too much,” or “Paint
Must never hope to reproduce the faint
Half-flush that dies along her throat.” Such stuff
Was courtesy, she thought, and cause enough
For calling up that spot of joy. She had
A heart—how shall I say?— too soon made glad,
Too easily impressed;

## Treść
W utworze jasno zarysowana jest sytuacja narracyjna. Książę Ferrary pokazuje przybyłemu do niego posłowi, który ma za zadanie zaaranżować nowe małżeństwo tego wdowca, portret swojej zmarłej żony, namalowany przez zakonnika, brata Pandolfa. Władca opisuje małżonkę i jej zachowanie. Stwierdza, że czuł się urażony faktem, że żona poświęcała tyle samo uwagi i sympatii, co jemu, wszystkim naokoło. Przyznaje się
w dyskretny sposób, że kazał się jej pozbyć, rzekomo z powodu ujmy na honorze, spowodowanej brakiem szacunku dla jego dziewięćsetletniej genealogii.
I gave commands;
Then all smiles stopped together. There she stands
As if alive.
W końcowej części utworu książę mimowolnie odkrywa jednak swoje prawdziwe motywy. Dopytując się o wysokość posagu zdradza swoją chciwość. W tym kontekście tytuł wiersza zyskuje nowy, przerażający walor. Słowo ostatnia w tym kontekście zaczyna znaczyć „jedna z wielu”. Browning sugeruje tym samym, że władca Ferrary ze względów finansowych dopuszcza się po raz kolejny zbrodni, jak baśniowy Sinobrody.

## Przekłady
Omawiany utwór tłumaczyli na język polski Juliusz Żuławski, Stanisław Barańczak i Wiktor Jarosław Darasz. Żuławski zastosował w przekładzie jedenastozgłoskowiec, a Barańczak i Darasz trzynastozgłoskowiec.